# Schlacht bei Gaines Mill
Hampton Roads – Yorktown – Williamsburg – Elthams Landing – Drewrys Bluff – Hanover Courthouse – Seven Pines – Oak Grove – Beaver Dam Creek – Gaines’ Mill – Garnetts & Goldings Farm – Savage’s Station – White Oak Swamp – Glendale – Malvern Hill
Die Schlacht bei Gaines Mill, auch bekannt als die Erste Schlacht von Cold Harbor oder die Schlacht am Chickahominy River, fand während des Amerikanischen Bürgerkrieges am 27. Juni 1862 in Hanover County, Virginia als dritte Schlacht der Sieben-Tage-Schlacht (Halbinsel-Feldzug) statt. General Robert E. Lee griff mit der Nord-Virginia-Armee erneut Brigadegeneral Fitz John Porters V. Korps an, das eine starke Verteidigungslinie hinter Boatswains Swamp nördlich des Chickahominy angelegt hatte. Porters verstärktes V. Korps hielt bis zum Nachmittag gegen mehrere konföderierte Angriffe und brachte den Angreifern selbst schwere Verluste bei.
Am Abend führten die konföderierten Truppen einen Sturmangriff, der Porters Soldaten zurück an den Fluss drängte. Die Unionssoldaten wichen in der Nacht über den Fluss aus. Die Niederlage bei Gaines Mill führte dazu, dass der Oberbefehlshaber der Potomac-Armee, Generalmajor George B. McClellan, die Stellungen um Richmond aufgab und den Rückzug zum James antrat. Gaines Mill bewahrte Richmond für die Konföderierten. Die Schlacht fand in der gleichen Gegend statt wie die Schlacht von Cold Harbor 1864.

## Hintergrund
Die Potomac-Armee rückte bis auf wenige Meilen an die Hauptstadt der Konföderation und bezog nach der Schlacht von Seven Pines Ende Mai 1862 Verteidigungsstellungen. Die Sieben-Tage-Schlacht begann mit einem Angriff der Unionstruppen am 25. Juni in der kleineren Schlacht am Oak Grove. Die erste große Schlacht folgte am nächsten Tag, als General Lee McClellan in der Schlacht am Beaver Dam Creek angriff. Lee griff Porters V. Korps nördlich des Chickahominy an, während der Hauptteil der Unionsarmee ohne große Feindberührung am Südufer des Flusses stand. Am 27. Juni wurden die Unionstruppen in einen Halbkreis gedrängt, bis Porters Linien zusammenbrachen und nur ein Teil der Truppen nördlich des Flusses verblieb. Vier Korps blieben südlich des Flusses in der ursprünglichen Position. McClellan befahl Porter, Gaines Mill mit allen Mitteln zu verteidigen, damit das Hauptversorgungsdepot der Union zum James verlegt werden konnte.

## Die Schlacht
Am 27. Juni setzte General Lee seine Offensive fort und griff mit der bisher größten Zahl von Soldaten weiter an: über 57.000 Mann in sechs Divisionen. Generalmajor A.P. Hill nahm den Angriff gegen Beaver Dam Creek am frühen Morgen wieder auf, fand aber nur schwache Verteidigungslinien vor. Während er sich nach Osten bewegte und sich Gaines Mill näherte, wurde die vorderste Brigade unter Brigadegeneral Gregg durch heftigen Widerstand des 9. Massachusetts Infanterieregiments aufgehalten. Am frühen Nachmittag rannte er in eine Verteidigungsstellung von Porter, marschierte entlang Boatswains Creek, aber das sumpfige Gelände war dem Angriff hinderlich. Hill erzielte nur geringe Fortschritte. Als Generalmajor James Longstreet eine Position südlich von A.P. Hill erreichte, sah er die Schwierigkeiten, die sich für einen Angriff in diesem Gelände boten, und er wartete ab, bis Generalmajor Thomas Jonathan Jackson auf Hills linker Seite Stellung bezogen hatte.
Zum zweiten Mal in der Sieben-Tage-Schlacht verspätete sich Jackson. Generalmajor D.H. Hill griff den rechten Flügel der Unionstruppen an, wurde dort von Brigadegeneral George Sykes aufgehalten; er wich aus, um auf Jacksons Ankunft zu warten. Longstreet führte einen Ablenkungsangriff bis zum Eintreffen Jacksons, um die Linien zu stabilisieren und von Norden her angreifen konnte. Bei Longstreets Offensive versuchte eine Brigade unter Brigadegeneral George Edward Pickett einen Sturmangriff, wurde aber unter schwerem Feuer mit hohen Verlusten abgewehrt. Jackson erreichte Hills Position um 15 Uhr und war nach dem mehrstündigen Querfeldeinmarsch verwirrt. In der Annahme, dass Longstreets Offensive noch lief, hielten seine Männer die Position, um kein Friendly Fire zu riskieren. Als er neue Order von Lee erhielt, begann Jackson um 16.30 Uhr seinen Angriff.
Porters Linie wurde von Brigadegeneral Henry W. Slocum und seinen Truppen im Rücken unterstützt. Kurz nach der Dämmerung griffen die konföderierten Truppen schlecht koordiniert erneut an. Der Angriff führte dennoch zum Zusammenbruch von Porters Stellungen. Die texanische Brigade unter Brigadegeneral John Bell Hood schlug eine Lücke in die Stellungen der Unionstruppen. Die Brigaden der Brigadegenerale Meagher und French kamen zu spät und konnten nur noch für einen halbwegs geordnetes Ausweichen der Unionstruppen sorgen. Ein Bataillon des 5. US-Kavallerieregiments unter Hauptmann Charles J. Whiting erlitt schwere Verluste und wurde zur Aufgabe gezwungen. Um 4 Uhr am 28. Juni wich Porter über den Chickahominy aus und zerstörte hinter sich alle Brücken.
Zwei Tage lang konnte Magruder südlich des Flusses McClellans Truppen durch kleine Ablenkungsangriffe binden. Während nördlich des Flusses die schwerwiegenden Aktionen stattfanden, steckten 60.000 Männer der Union in diesen Scharmützeln.

## Folgen
Gaines Mill war eine intensive Schlacht, die größte an den Sieben Tagen und der einzige klar herausgearbeitete taktische Sieg der Konföderierten während des Halbinsel-Feldzugs. Lees Sieg, sein erster in dem Krieg, wäre ohne Jacksons Malheur sicherlich deutlicher gewesen. Der Historiker Stephen W. Sears meint, dass es an Jacksons missgeleitetem Marsch und der schlechten Ausrüstung lag, dass Lee den Hauptangriff um 19 Uhr anordnete, und nicht drei bis vier Stunden früher. Das hätte Porter in große Gefahr gebracht, ohne Verstärkungen in letzter Minute und den Schutz der Dunkelheit. Er zitiert Edward Porter Alexander, einen Artillerie-Offizier der Konföderierten und Nachkriegs-Historiker: „Hätte Jackson unmittelbar nach seiner Ankunft angegriffen, oder während A.P. Hills Vormarsch, hätten wir einen leichten Sieg davongetragen und einen Großteil von Porters Männern gefangen.“
Obwohl McClellan bereits geplant hatte, das Hauptversorgungsdepot der Potomac-Armee zum James zu verlegen, machte ihn die Niederlage nervös, und er entschied überstürzt den Abzug von Richmond und den Rückzug der restlichen Armee zum James. Gaines Mill und das Ausweichen der Potomac-Armee über den Chickahominy war ein psychologischer Sieg der Konföderation mit dem Signal, dass Richmond außer Gefahr war.